# سيكلوبينثيازيد
سيكلوبينثيازيد (بالإنجليزية: Cyclopenthiazide)‏ هو دواء يُستعمل في علاج:
- ارتفاع ضغط الدم[7]

## دوره
يلعب هذا الدواء دورًا في علاج الأمراض كونه:
- خافضات ضغط الدم
- مدر البول